# Mercedes-Benz W460
Mercedes-Benz W460 — автомобиль повышенной проходимости, первое поколение G-класса от немецкой торговой марки Mercedes-Benz. Премьера внедорожника состоялась в 1979 году. Производство было налажено в Австрии фирмой Magna Steyr (ранее Steyr-Daimler-Puch).
Автомобиль нашёл своё применение в различных силовых структурах и государственных органах, военных и гражданских организациях. На базе платформы первого поколения было создано множество различных модификаций под нужды армии и полиции.
Внедорожник выпускался в нескольких модификациях кузова (классический пятидверный, трёхдверный и кабриолет). В 1990 году на платформе серии создали модифицированную версию, получившую код W461, которая выпускалась до 2009 года. Постепенно всю серию заменили на Mercedes-Benz W463.

## История
Разработка первого поколения G-класса была инициирована с целью создания военного транспортного средства по предложению иранского шаха Мохаммеда Реза Пехлеви, в то время являвшегося акционером компании Mercedes-Benz. В апреле 1973 года был создан первый деревянный макет будущей модели внедорожника, а уже через год был представлен металлический прототип автомобиля. 11 марта 1977 года канцлер Австрии Бруно Крайский лично заложил первый камень в основание нового павильона предприятий Steyr-Daimler-Puch AG в городе Граце.
В феврале 1979 года состоялись первые презентации первого внедорожника G-класса. Показы 460 серии проходили с 5 по 10 февраля на автодроме в Ле Кастелле недалеко от Марселя. Покупатель мог выбрать один из четырёх двигателей. Два из них были бензиновыми (230 G и 280 GE) и два — дизельные (240 GD и 300 GD). Все автомобили были оборудованы четырёхступенчатой механической коробкой передач и подключаемым передним приводом. Гамма моделей включала пять вариантов кузова: открытый, трёхдверный и пятидверный универсал и фургон в двух вариантах — короткобазном (2400 мм) и длиннобазном (2850 мм). Базу 2,85 м имел и пятидверный универсал. Для военных была предусмотрена возможность заказа длиннобазной модели не только с закрытыми кузовами, но как трёхдверного, так и пятидверного вариантов с брезентовым тентом. Палитра цветов была ограничена пятью: белый кремовый (нем. Crèmeweiß), жёлтая пшеница (нем. Weizengelb), бежевый (нем. Coloradobeige), красный (нем. Karminrot), а также зелёный (нем. Agavengrün).
В ноябре 1980 года модельный ряд был дополнен закрытым микроавтобусом, для заказа были доступны две версии — длиннобазный и короткобазный универсал. Через год компания расширила список дополнительного оборудования кондиционером, лебёдкой, резервными топливными баками, жёсткой крышей для автомобиля типа «кабриолет» и защитной решёткой на фарах. Цветовая гамма окраски кузова была увеличена с 5 до 22 цветов. Появилась версия с АКПП. Топливный бак был увеличен на 16 литров. Мощности производства составили: 1979 год — 2801 единиц, 1980 год — 7533 ед., 1981 год — 6950 ед..
В мае 1982 года вместо 230 G стартовал выпуск модели 230 GE. Новый двигатель M102 оснастили системой впрыска бензина, благодаря чему силовой агрегат развивал мощность в 125 лошадиных сил. Мощность карбюраторного силового агрегата М115 составляла 90 и 100 л. с. в зависимости от модификации. Через год, в марте 1983 года, модель 230 GE стала предлагаться с автоматической 4-ступенчатой трансмиссией. В июле 1983 года для всех моделей стала доступна механическая 5-ступенчатая коробка передач.
Модель Mercedes-Benz 280GE участвовала в ралли Париж-Дакар. В 1982 году на старт вышло 4 экипажа: Migault-Migault, Jaussaud-Brière, Gaillard-Gauvin, Икс-Брассер. Через год участие в гонках принимало 3 экипажа: Икс-Брассер, Migault-Gauvain, Jaussaud-Da Silva. В этом же году автомобиль Mercedes-Benz 280GE № 142 под управлением Жаки Икс и Клода Брассера стал победителем ралли Париж-Дакар. В 1984 году лишь 1 экипаж вышел на старт: Jaussaud-Fontenay.
В 1985 году концерн прекратил выпуск короткобазного фургона. В стандартное оснащение автомобилей включили блокируемые дифференциалы. Через год на модели 230 GE и 280 GE в качестве опции стал доступен каталитический нейтрализатор отработанных газов. В это же время был выпущен юбилейный 50-тысячный автомобиль. Устаревший двигатель M115 окончательно заменили на M102.
В 1987 году компания провела очередную модернизацию автомобиля: появились электроприводы дверных стекол и антенны приёмника, увеличился объём топливного бака. Компания пополнила модельный ряд W460 новой модификацией 250 GD с 2,5-литровым дизельным двигателем OM602 мощностью 84 л. с. (62 кВт). В это же время руководство и инженеры Daimler-Benz приступили к разработке 463 серии.
В 1989 году в честь 10-летия модели была выпущена модификация 230 GE Classic. Отличие ограниченной серии количеством в 300 экземпляров состояло в окраске кузова в цвет металлик и расширенный список стандартного оснащения.

## W461
Производство 460 серии было завершено в августе 1991 года с выпуском моделей 230 GE и 250 GD. Тогда же состоялась презентация серии W461 — специальной военной модели, которая выпускалась до 2001 года. Данный автомобиль был предназначен для особых условий эксплуатации и приобретался в основном военными, спецслужбами и прочими государственными структурами. Модель находилась (и находится по сей день) на службе в армиях более чем 20 странах мира, таких как Германия, Швейцария, Канада, Австралия, Египет и так далее. США закупили около тысячи автомобилей 461 серии, так как HMMWV не помещался в вертолёт CH-53. W461 выпускался в длиннобазном и короткобазном вариантах, а также в кузове кабриолет с брезентовым верхом. Основная целевая аудитория — юридические лица; продажа физическим лицам ограничена — для покупки автомобиля необходим «сертификат конечного потребителя» (доказательство потребности в данном транспортном средстве).
Визуальными отличиями модели W461 от гражданской версии второго поколения G-класса, W463, являются: узкий стальной передний бампер без противотуманных фар (могут опционально крепиться сверху бампера под основными фарами), металлическая решётка радиатора (у модели W463 решётка пластиковая), резиновые очки фар изменённой формы (у модели W463 очки квадратные и пластиковые), узкие металлические водостоки на рамке ветрового стекла, зеркала грузового типа без указателей поворотов, изменённая приборная панель, отсутствие деревянных вставок в передней панели, тоннель между передними креслами, механические стеклоподъёмники, отсутствие люка в крыше, резиновые молдинги на дверях и крыльях, резиновые расширители крыльев, узкий стальной, разделённый на две части, задний бампер, а также иное расположение номерного знака.
В 2009 году появился Mercedes-Benz G-Class Professional (W461). Он отличался от старых версий 461-го семейства новыми зеркалами заднего вида, колёсными дисками, шильдиками GProfessional на передних крыльях. Автомобиль выпускался в двух модификациях: G280 CDI и G300 CDI. 

## Описание

### Модельный ряд

#### W460
| Модель | Двигатель | Конфигурация | Рабочий объём | Мощность                                  | Годы производства |
| ------ | --------- | ------------ | ------------- | ----------------------------------------- | ----------------- |
| 230 G  | M115      | R4           | 2,3 л         | 66 кВт (90 л. с.) / 75 кВт (102 л. с.)    | 1979—1982         |
| 200 GE | M102      | R4           | 2,0 л         | 80 кВт (113 л. с.) / 85 кВт (116 л. с.)   | только экспорт    |
| 230 GE | M102      | R4           | 2,3 л         | 90 кВт (122 л. с.) / 92 кВт (125 л. с.)   | 1982—1992         |
| 280 GE | M110      | R6           | 2,8 л         | 110 кВт (150 л. с.) / 115 кВт (156 л. с.) | 1979—1990         |
| 240 GD | OM616     | R4-дизель    | 2,4 л         | 53 кВт (72 л. с.)                         | 1979—1987         |
| 250 GD | OM602     | R5-дизель    | 2,5 л         | 62 кВт (84 л. с.)                         | 1987—1992         |
| 300 GD | OM617     | R5-дизель    | 3,0 л         | 65 кВт (88 л. с.)                         | 1979—1990         |

#### W461
| Модель                       | Двигатель | Конфигурация   | Рабочий объём | Мощность            | Годы производства      |
| ---------------------------- | --------- | -------------- | ------------- | ------------------- | ---------------------- |
| 230 GE / G 230               | M102      | R4             | 2,3 л         | 93 кВт (126 л. с.)  | 1992—2001              |
| 290 GD / G 290 DIESEL        | OM602     | R5-дизель      | 2,9 л         | 70 кВт (95 л. с.)   | 1992—1997              |
| 290 GD T / G 290 TURBODIESEL | OM602     | R5-турбодизель | 2,9 л         | 88 кВт (120 л. с.)  | 1998—2001              |
| G 270 CDI Worker             | OM612     | R5-турбодизель | 2,7 л         | 115 кВт (156 л. с.) | для военных: 2001—2006 |
| G 280 CDI Worker             | OM642     | V6-турбодизель | 3,0 л         | 135 кВт (184 л. с.) | для военных: с 2007    |
| G 280 CDI Edition 30 PUR     | OM642     | V6-турбодизель | 3,0 л         | 135 кВт (184 л. с.) | 2009                   |
| G 280/300 CDI Professional   | OM642     | V6-турбодизель | 3,0 л         | 135 кВт (184 л. с.) | 2010—2013              |